# Kussen (groeivorm)
Met een kussen wordt in de beschrijvende plantkunde een groeivorm bedoeld waarbij de plant een zeer compact en min of meer halfbolvormig uiterlijk heeft, waarbij alle stengels of takken vanuit een centraal punt groeien. De meeste kussenvormende planten voelen – net zoals kussens – zacht aan en veren mee wanneer men erop duwt of erop gaat zitten. Doorgaans zijn het (zeer) laagblijvende planten. Slechts enkele soorten, zoals soorten uit het geslacht Azorella, kunnen wanneer ze zeer oud zijn een hoogte bereiken tot ± 1 m.

## Fotogalerij

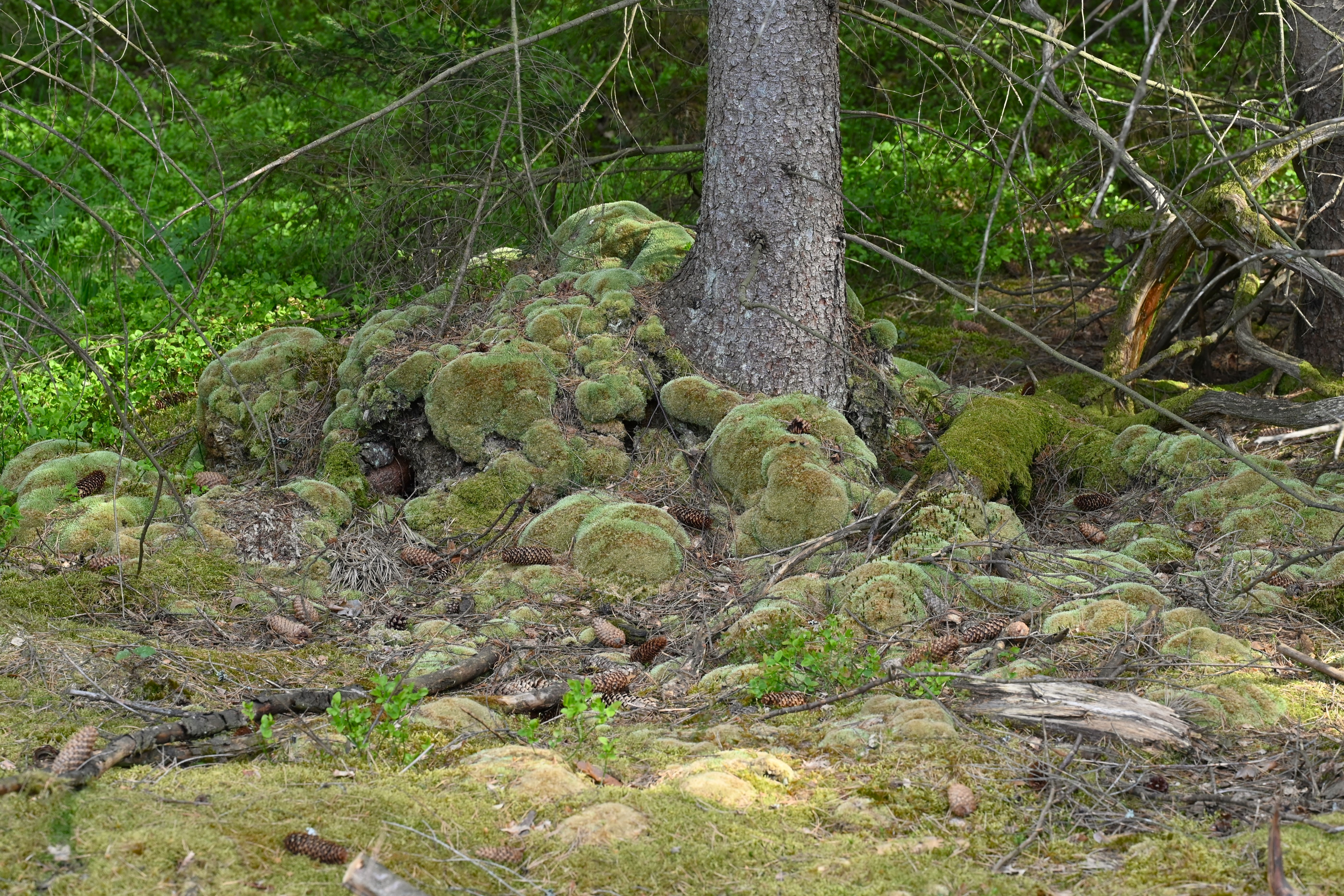
Kussentjesmos
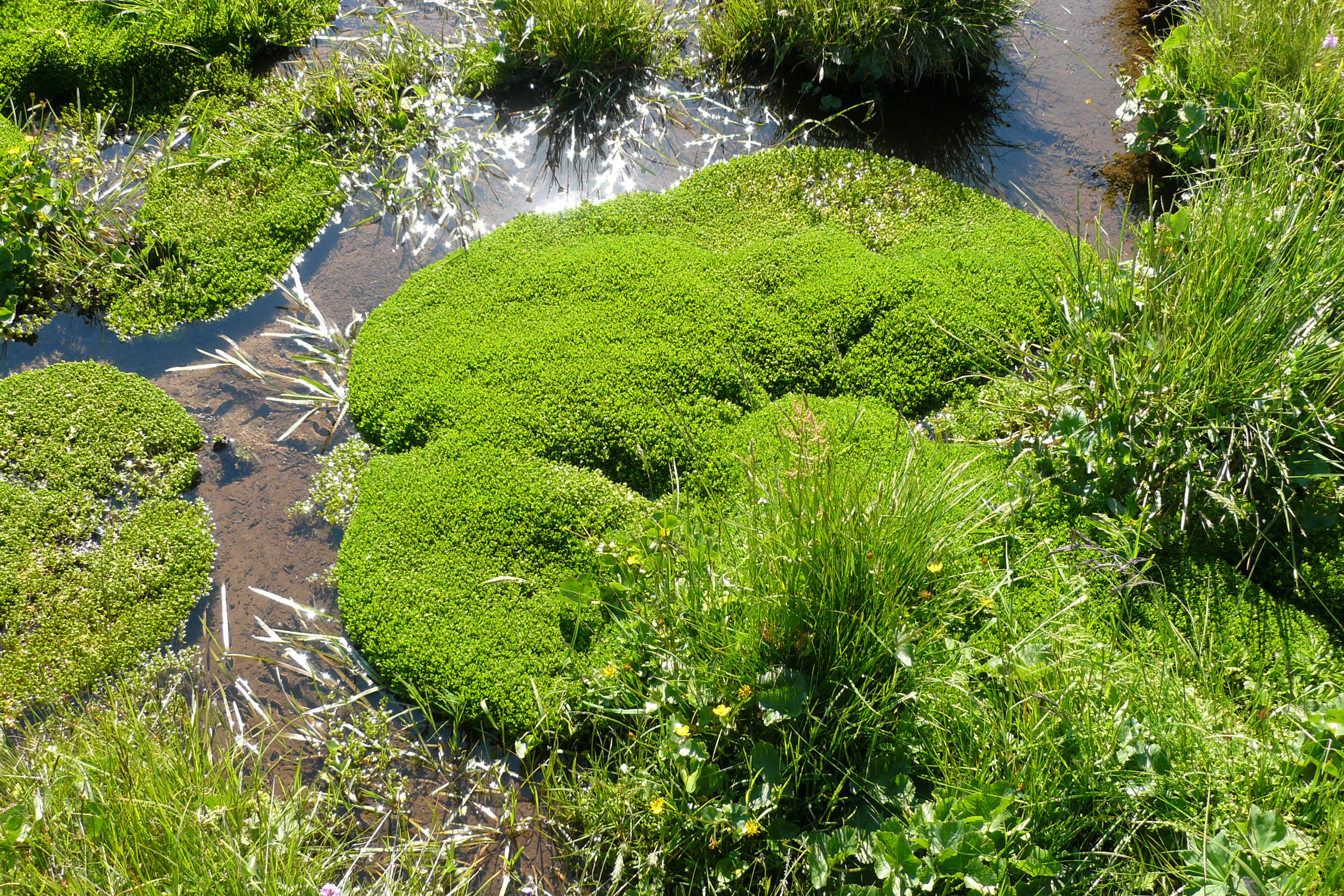
Groot bronkruid
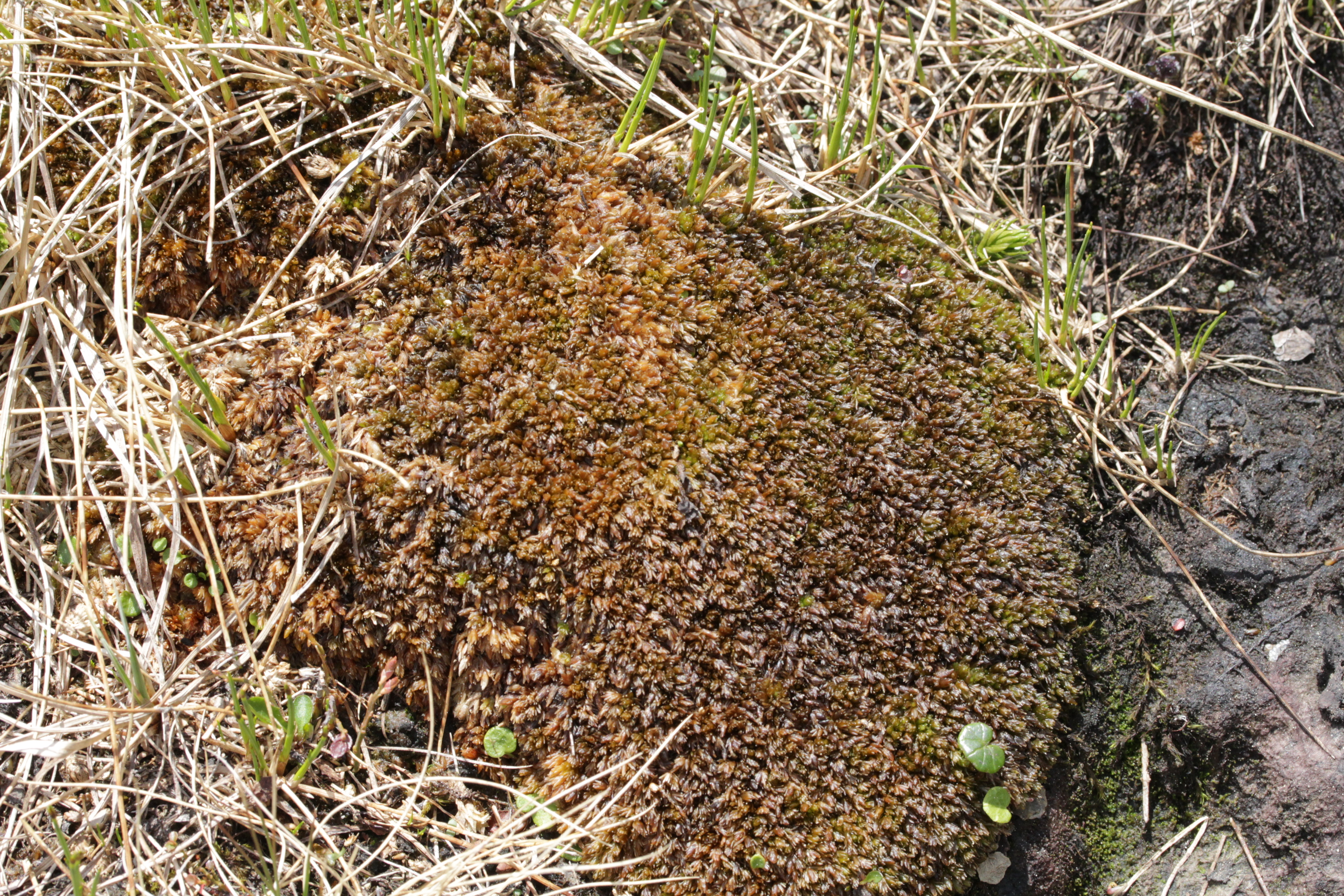
Kussentjesveenmos
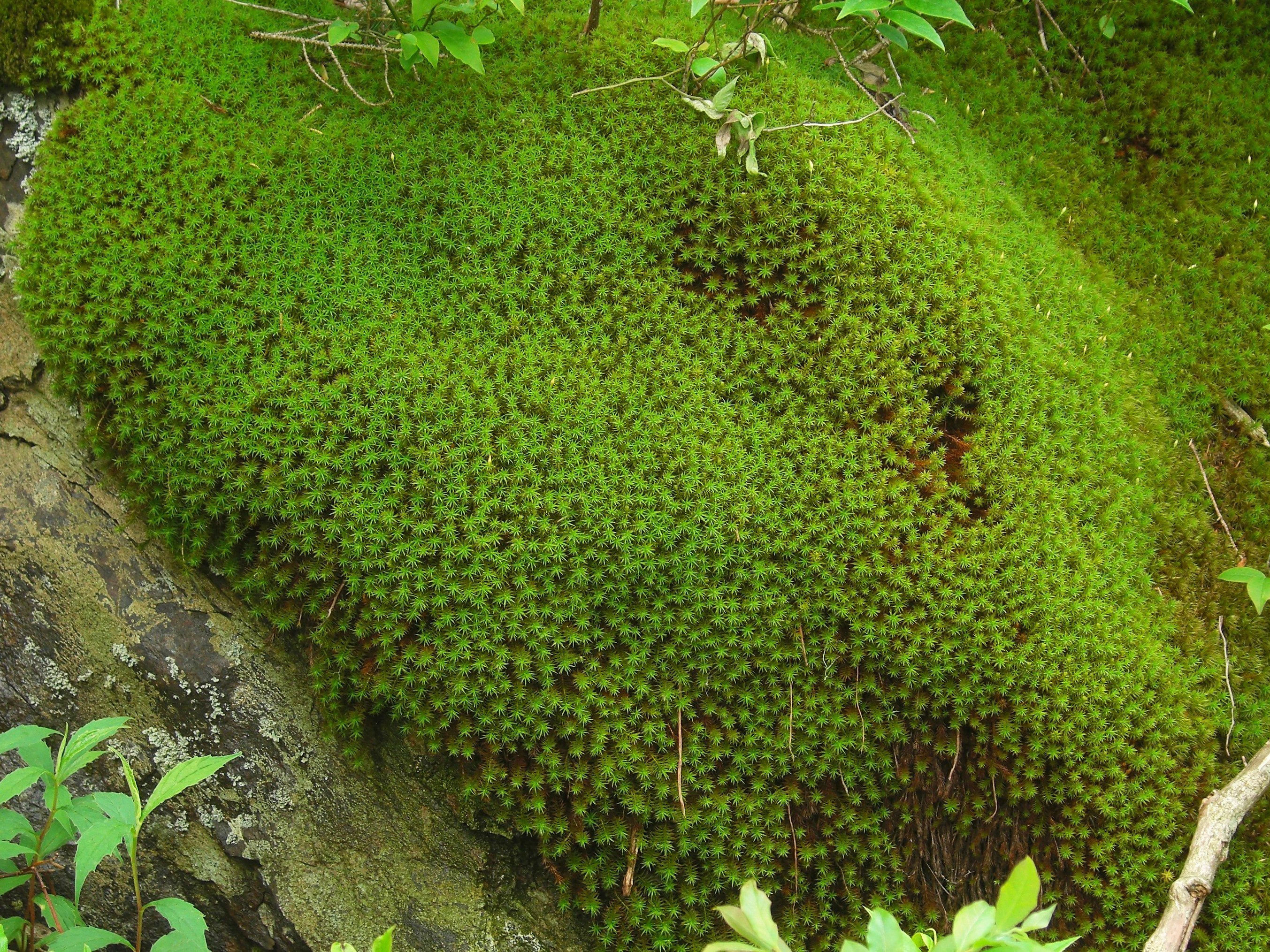
Gewoon haarmos
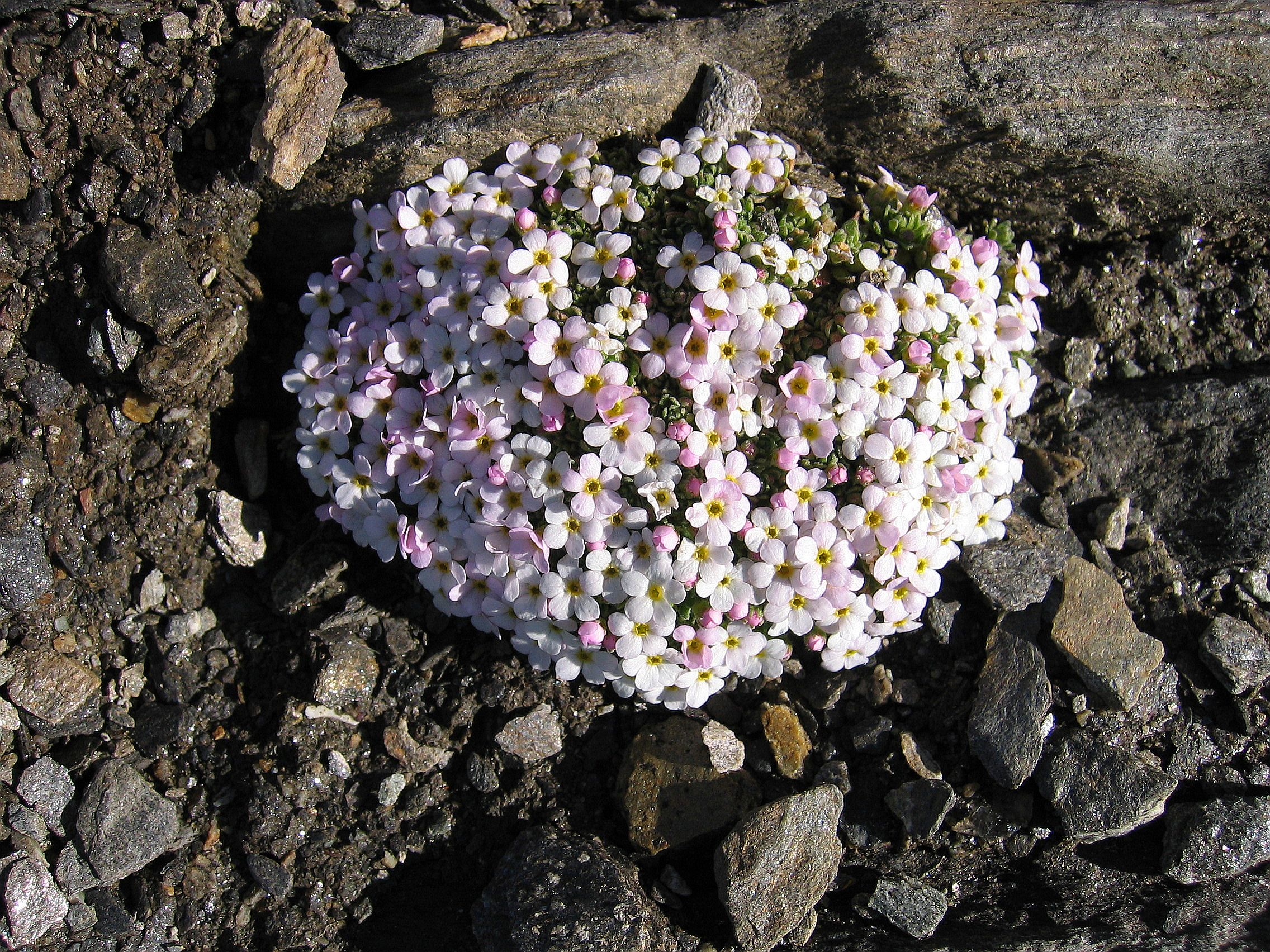
Een bloeiend kussen van alpenmansschild
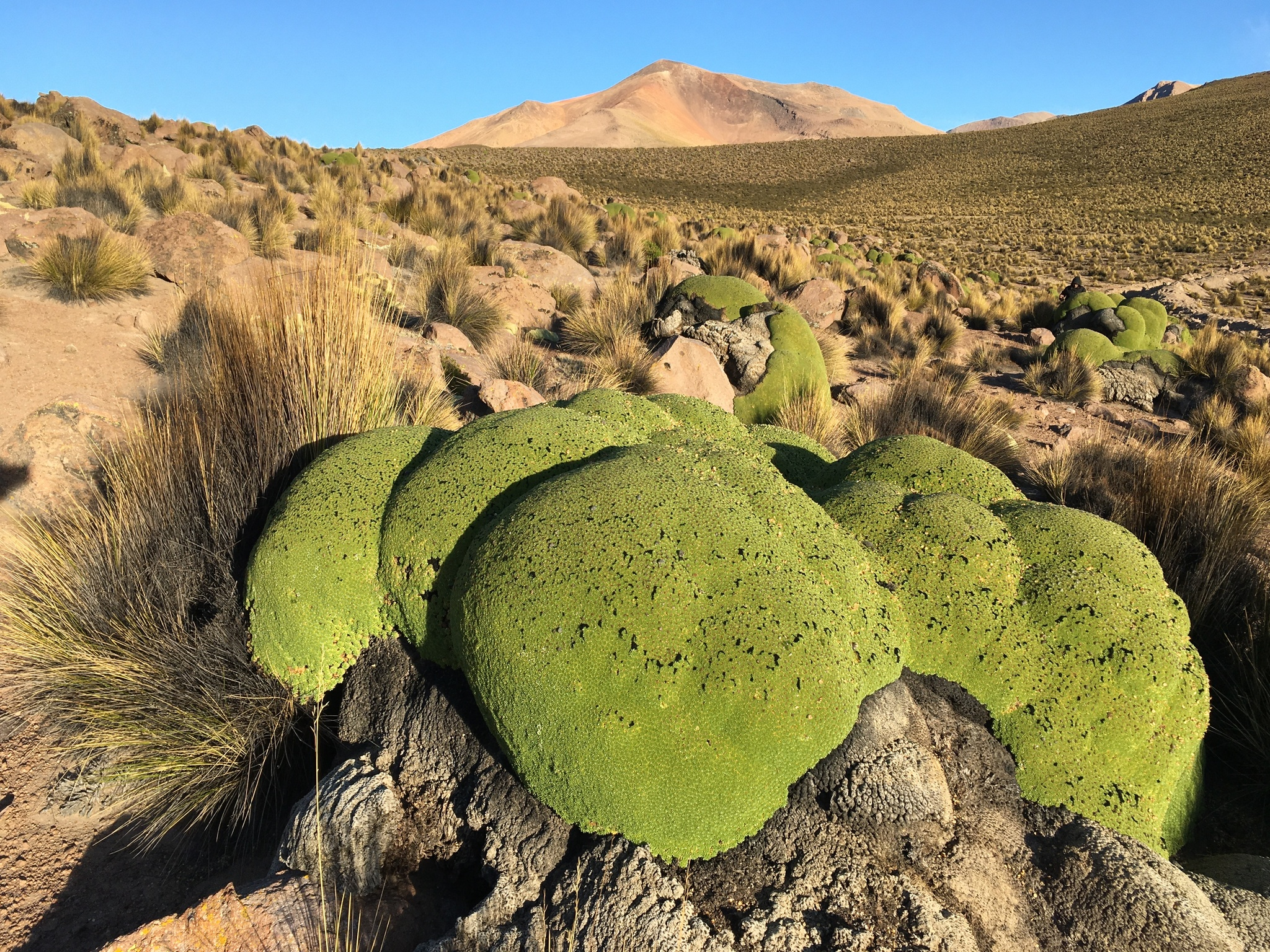
Kussens van yareta tussen polvormende grassen
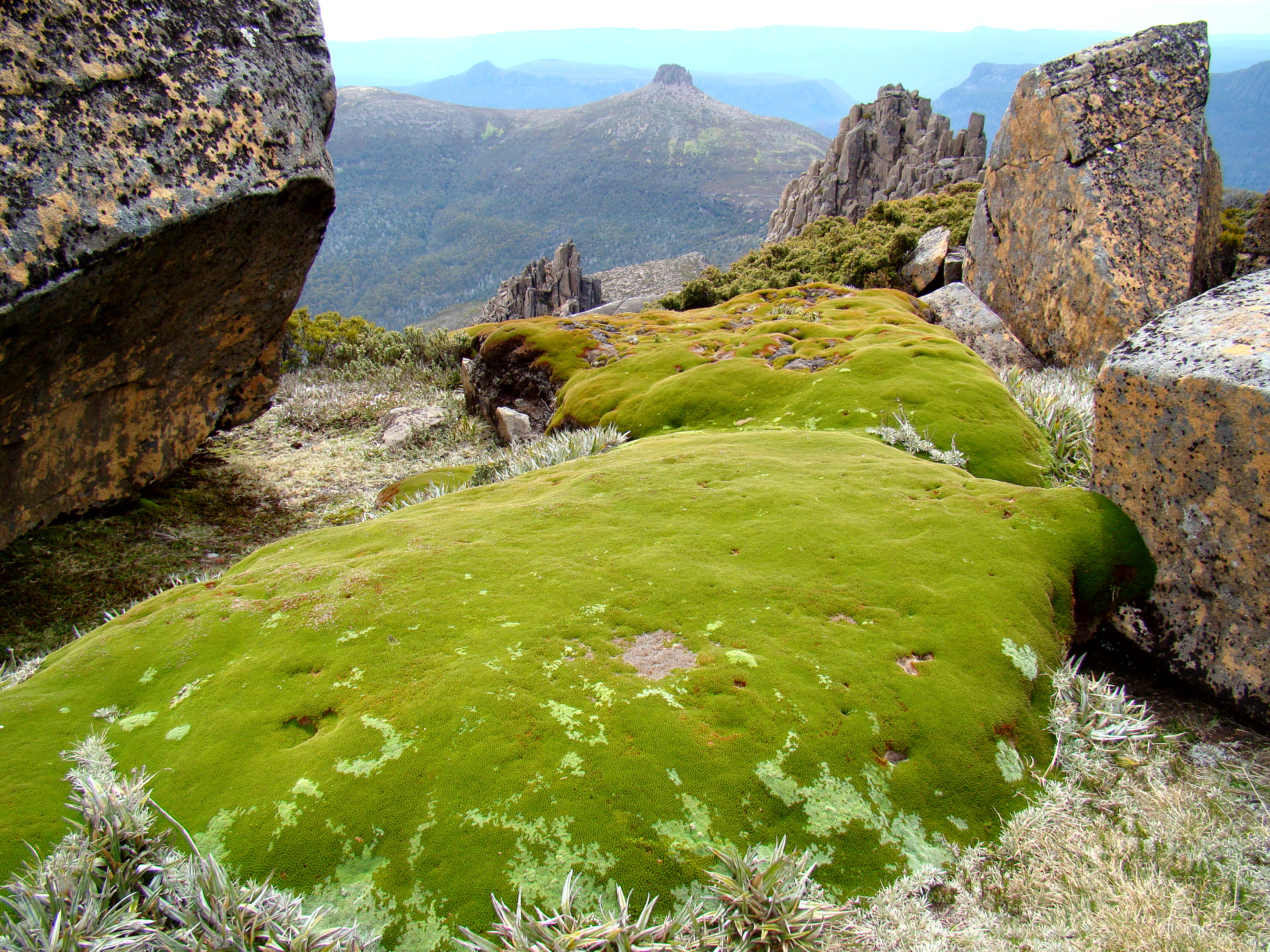
Habitus van grote, oude kussens van Donatia novae-zelandiae
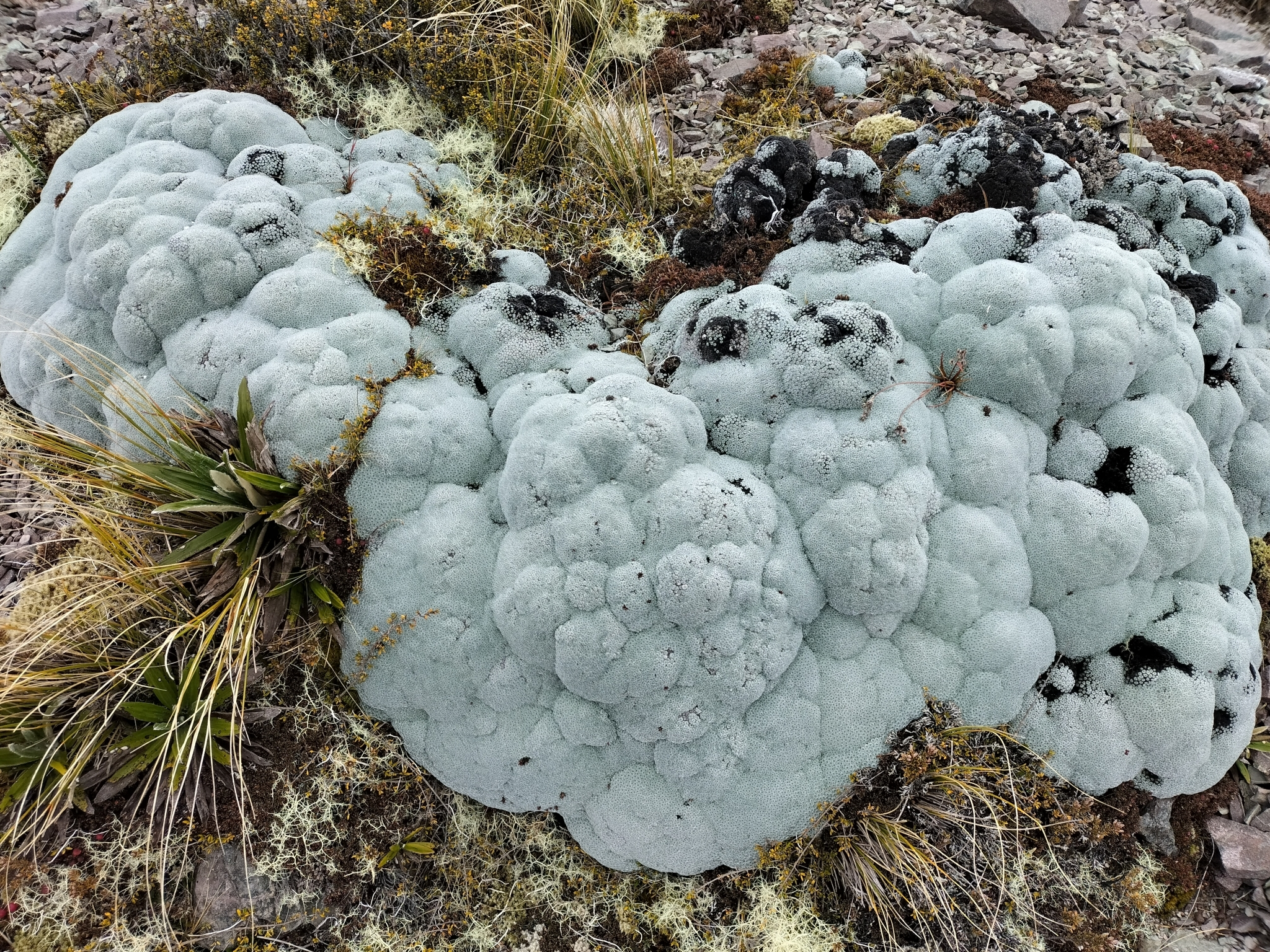
Raoulia eximia